# Benaja

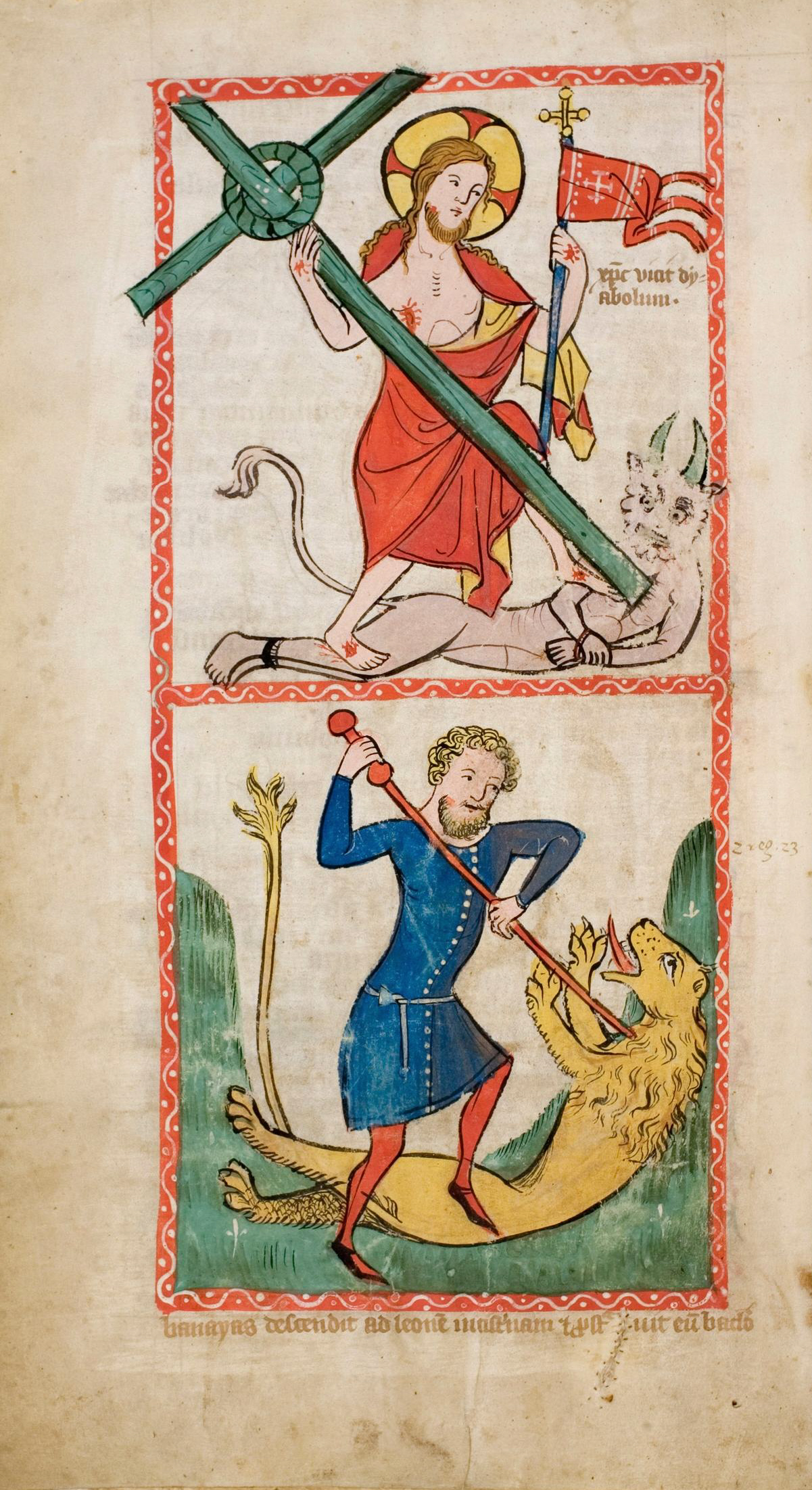
Unten: Benaja, Sohn des Jojada, tötet einen Löwen (Handschrift des Heilsspiegels, 14. Jahrhundert)

Benaja ist im Alten Testament der Name von 12 Personen.

## Etymologie
Der hebräische Personenname „Benaja“ ist in zwei verschiedenen Schreibweisen überliefert: בְּנָיָהוּ bənājāhû und בְּנָיָה bənājāh. Es handelt sich um einen Verbalsatznamen, bestehend aus Subjekt und Prädikat. Subjekt (und zugleich theophores Element) ist eine Form von „JHWH“ (יָהוּ jāhû oder יָה jāh), das Prädikat leitet sich von der Verbwurzel בנה bnh, deutsch ‚bauen‘ ab. Der Name lässt sich als „JHWH hat gebaut“ übersetzen. Dies ist wahrscheinlich als „ein Haus bauen“ (was so viel heißt wie „Nachkommen schenken“) zu verstehen. Die Septuaginta gibt den Namen als Βαναια(ς) Banaia(s) wieder, die Vulgata als Banaias.

## Benaja, Sohn Jojadas
Am umfangreichsten sind die biblischen Berichte über Benaja, den Sohn Jojadas, aus Kabzeel. Er war zur Zeit König Davids der „Aufseher“ über die Krethi und Plethi (2 Sam 23,20 ). Er zählte zu den Helden Davids. Er erschlug die zwei Söhne Ariels von Moab. Er tötete einen „stattlichen“ Ägypter mit seinem eigenen Speer (2 Sam 23,21 ). Im Auftrag von Salomo tötete Benaja Adonija, einen älteren Sohn Davids, der ebenfalls Thronansprüche gestellt hatte (1 Kön 2,25 ), danach Joab, den Heerführer Davids, der Adonija unterstützt hatte (1 Kön 2,34 ). Hierauf wurde er von Salomo zum Heerführer befördert (1 Kön 2,35 ). Er tötete auch Schimi, weil dieser eine Anordnung Salomos nicht befolgt hatte (1 Kön 2,46 ).

## Weitere Personen
- Piratoniter, einer der 30 Helden König Davids (2 Sam 23,30 EU)
- Familienoberhaupt aus dem Stamm Simeon (1 Chr 4,36 EU), nach dem der 1949 gegründete Moshav Benaja benannt wurde, der etwas nordwestlich vom alten Stammesgebiet Simeon liegt[2][3]
- Levit und Harfenspieler (1 Chr 15,16 EU)
- Priester und Trompetenspieler (1 Chr 15,24 EU)
- Vorfahr Jahasiëls (2 Chr 20,14 EU)
- Levit (2 Chr 31,13 EU)
- Vater Pelatjas (Ez 11,1 EU)
- Vier Männer in den Listen Esr 10 (Esr 10,25 EU.30EU.35EU.43EU)